# Amerikanskt blåbär
Amerikanskt blåbär (Vaccinium corymbosum) är en växtart inom familjen ljungväxter från Nordamerika. På engelska kallas arten Northern highbush, high-bush blueberry eller bara blueberry.
Till skillnad från den lågkrypande europeiska arten av blåbär är det amerikanska blåbäret en lövfällande buske som kan bli upp till 4 meter hög och ofta växer i täta snår. De mörka glansiga bladen är ellipsformade och upp till 5 centimeter långa. Blommorna är vita och klockformade och cirka 10 millimeter långa. Bären växer i klasar och deras färg är mörkblå till svart. Bärets fruktkött är ljusgrönt till skillnad från det europeiska bärets rödvioletta fruktkött och färgar därför inte av sig. Växten föredrar fuktig, sur jord.
Medan europeiska blåbär i princip inte kan odlas kommersiellt, så är praktiskt taget alla amerikanska blåbär i handeln odlade, och stora odlingar med amerikanska blåbärsbuskar finns numera även i Australien och Sydamerika. 

## Andra arter
Andra arter som odlas är Vaccinium darrowii (Southern highbush blueberry), samt de något lägre Vaccinium angustifolium (Lowbush blueberry) och Vaccinium myrtilloides (Canadian blueberry).

## Galleri

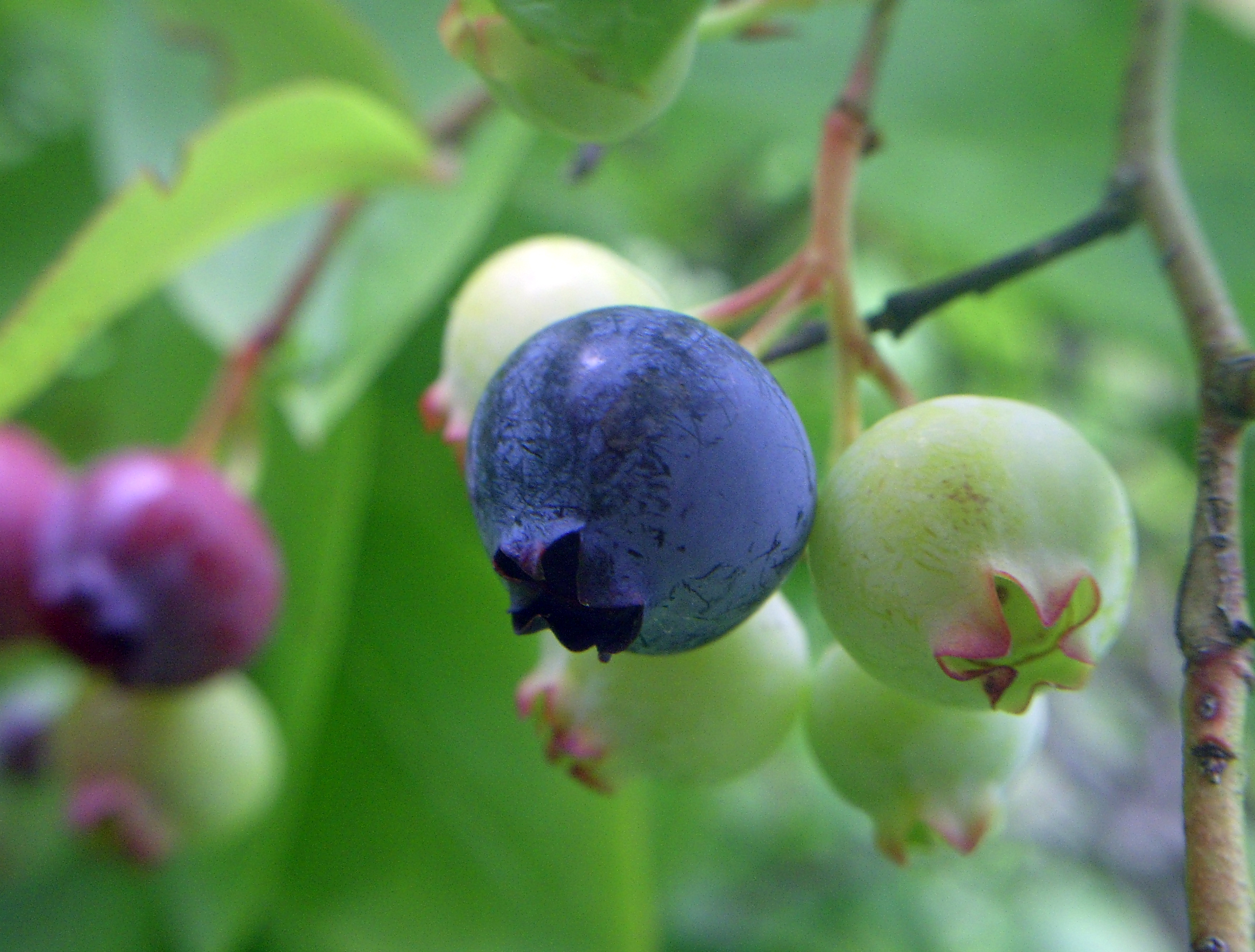
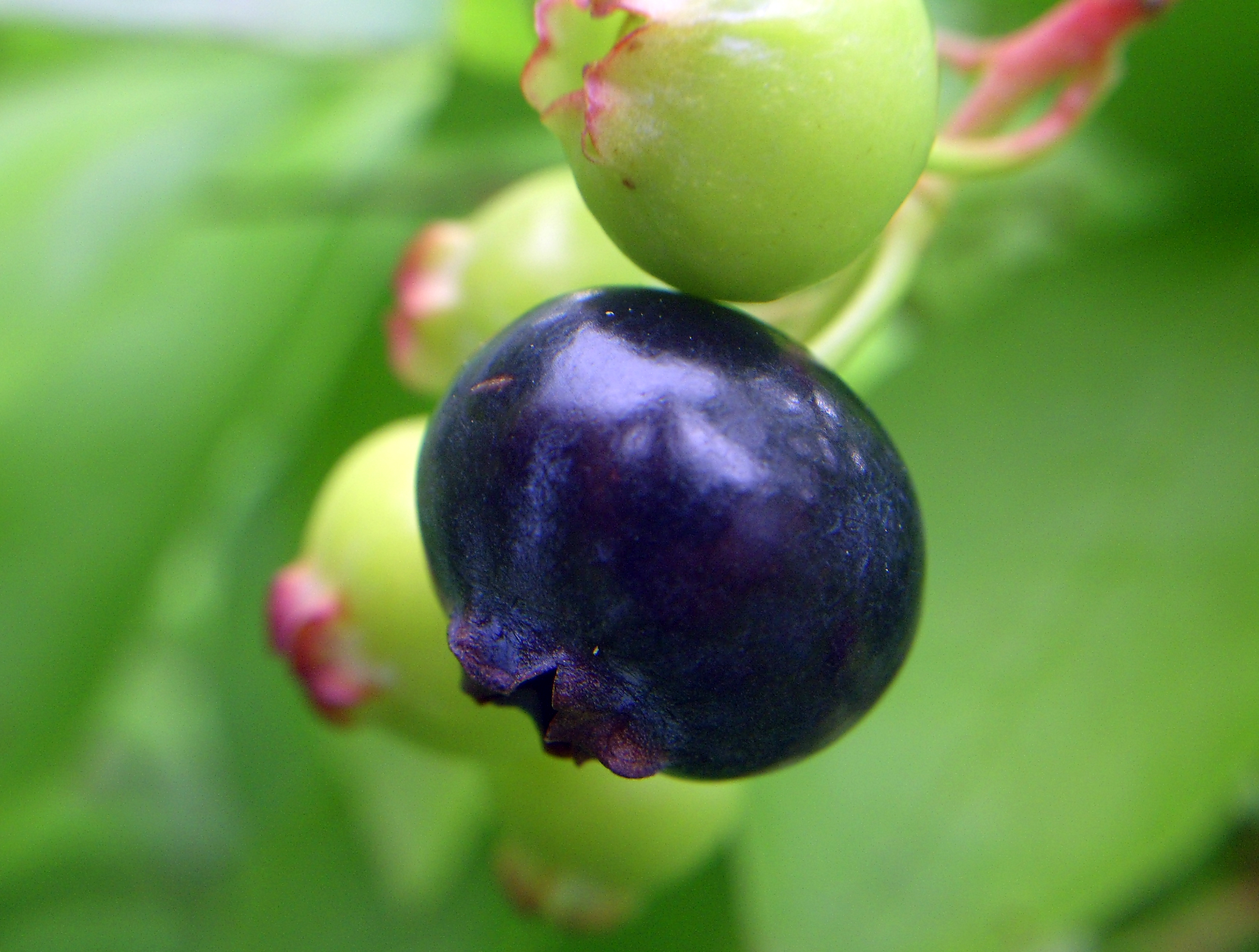